# SAP NetWeaver
SAP NetWeaver è una piattaforma applicativa, realizzata dalla società SAP AG con lo scopo di integrare via web i processi di business tramite vari ed eterogenei sistemi, protocolli, database e fonti. È la tecnologia di base per tutti i prodotti del vendor a partire da SAP Business Suite.
SAP NetWeaver è un'applicazione orientata ai servizi (SOA) e naturale integratore di piattaforma Enterprise (ad esempio SAP NetWeaver è l'interfaccia tra le applicazioni SAP e i suoi ambienti runtime). SAP NetWeaver interagisce anche attraverso i prodotti Microsoft .NET, Sun Java EE, e IBM WebSphere.
Vari system integrator e technology provider pubblicizzano i loro prodotti con lo slogan “Powered by SAP Netweaver".
Netweaver può essere visto come mezzo di transazione, da parte del vendor, alla nuova architettura. Dal punto di vista tecnico si tratta dell'evoluzione della tecnologia proprietaria mySAP.

## Composizione
L'elenco dei "prodotti" contiene tra gli altri:
- SAP Web Application Server (WAS)
- SAP Exchange Infrastructure (XI) - integratore di sistemi
- SAP Enterprise Portal - portale WEB
- TREX - Text Retrival Engine, motore di ricerca per portali WEB
- SAP Mobile Infrastructure (MI)
- SAP Business Information Warehouse (BW) - warehousing
- SAP Knowledge Warehouse (KW)
- Collaborazione (es. cProject)

## Caratteristiche
- SOAP e Web service
- Interoperabilità con Java EE (e anche con IBM WebSphere)
- Interoperabilità con .NET (Microsoft)
- Integrazione di Business Intelligence
- xApps

La piattaforma SAP Netweaver è sempre programmabile col linguaggio di programmazione proprietario ABAP (linguaggio di sviluppo interpretato e quindi accessibile conosciuto da una grande vastità di programmatori), ma è possibile integrare un doppio "motore", cioè è possibile creare un double-stack e realizzare programmi sia in ABAP che in Java utilizzando come repository un database relazionale comune o differenziato.